# Боа-Вентура-ди-Сан-Роки
Боа-Вентура-ди-Сан-Роки (порт. Boa Ventura de São Roque) — муниципалитет в Бразилии, входит в штат Парана. Составная часть мезорегиона Юго-центральная часть штата Парана. Входит в экономико-статистический микрорегион Питанга. Население составляет 6767 человек на 2006 год. Занимает площадь 622,185 км². Плотность населения — 10,9 чел./км².

## История
Город основан 1 января 1997 года.

## Статистика
- Валовой внутренний продукт на 2003 год составляет 80 899 955,00 реалов (данные: Бразильский институт географии и статистики).
- Валовой внутренний продукт на душу населения на 2003 год составляет 11 944,48 реалов (данные: Бразильский институт географии и статистики).
- Индекс развития человеческого потенциала на 2000 год составляет 0,711 (данные: Программа развития ООН).

## География
Климат местности: субтропический. В соответствии с классификацией Кёппена, климат относится к категории Cfa.